# Diplazium carnosum
Diplazium carnosum är en majbräkenväxtart som beskrevs av Hermann Christ.
Diplazium carnosum ingår i släktet Diplazium och familjen Athyriaceae. Inga underarter finns listade i Catalogue of Life.